# 電氣力量站
電氣力量站（羅馬化：Elektrosila）是聖彼得堡地鐵的一個車站。電氣力量站開通於1961年4月29日，是莫斯科－彼得格勒線的車站。站名來自於附近的電氣力量工廠。